# Basilique Notre-Dame de Pontmain
Pour les articles homonymes, voir Notre-Dame de Pontmain (homonymie).
La basilique Notre-Dame de Pontmain aussi appelée basilique Notre-Dame de l’Espérance de Pontmain est un sanctuaire édifié à la fin du XIXe siècle à Pontmain, sur le site de l'apparition mariale de Pontmain le 17 janvier 1871 afin d'accueillir les nombreux pèlerins qui se mobilisent dès 1871. Consacrée en 1900, elle est élevée au rang de basilique mineure en 1905.
Cette basilique diocésaine de pèlerinage ne doit pas être confondue avec l'église Saint-Simon-et-Saint-Jude qui a toujours conservé sa fonction paroissiale. L'église Saint-Simon-et-Saint-Jude est, avec la restructuration des paroisses, un des sept clochers de la paroisse Notre-Dame-de-Pontmain.
Construite en granit dans le style néo-gothique, elle comporte de grandes verrières colorées, réalisées en plusieurs campagnes du XIXe au XXe siècle. Les deux tours de la façade abritent un carillon de 39 cloches.

## Historique

### L'apparition mariale
L'Apparition mariale de Pontmain est survenue le 17 janvier 1871 dans le petit village de Pontmain, en Mayenne. Sept enfants au total déclarèrent avoir vu « une belle dame », mais seuls les quatre plus âgés furent agréés officiellement par l’Église lors de la reconnaissance officielle de l'apparition:  Eugène et Joseph Barbedette, âgés respectivement de 12 et 10 ans, et Françoise Richer et Jeanne-Marie Lebossé, âgées de 11 et 9 ans. L'apparition débute vers 18 h, et va durer environ trois heures. Elle attire progressivement les habitants du village, qui ne voient rien, sauf quelques enfants qui décrivent les évolutions de la vision au cours du temps, au rythme des prières de l'assemblée. Dès le lendemain, le curé du village interroge les enfants et note un premier récit avant d'en informer l'évêque. Très vite une enquête canonique est ouverte, et un an plus tard, le 2 février 1872, l'évêque de Laval, Casimir Wicart, reconnaît officiellement l'apparition de la Vierge de Pontmain, et autorise sa dévotion. Dans cette déclaration il annonce le projet de construction du sanctuaire,.
Casimir Wicart, premier évêque de Laval, qui mène l'enquête canonique sur l'apparition est concerné par les circonstances de l'évènement. Le 20 janvier 1871, les Prussiens sont à la porte de Laval. 4000 fidèles se rassemblent autour de leur évêque dans la Basilique Notre-Dame d'Avesnières pour une nuit de prière, un vœu est prononcé auprès de Notre Dame lui demandant d'arrêter l'ennemi avec la promesse de restaurer la flèche de la basilique. La nouvelle de l'apparition de Pontmain trois jours plus tôt ne leur est pas encore parvenue. L'arrêt des Prussiens, épargnant Pontmain et Laval, et le retour indemnes des 38 soldats originaires de Pontmain sont rapportés par de nombreux contemporains à l'intervention de Marie,.

### La construction
Après l'apparition, l'Abbé Guérin, curé de Pontmain, assure l'accueil des pèlerins avec les religieuses de l'école. À sa mort le 29 mai 1872, l'évêque fait appel aux Missionnaires Oblats de Marie-Immaculée pour animer les premiers pèlerinages, prêcher dans la région et accompagner le projet du sanctuaire. L'affluence des pèlerins à Pontmain augmente rapidement. L'évêque Casimir Wicart demande à l'architecte une église visible de loin et qui puisse accueillir 1 000 personnes (aujourd'hui le site peut en accueillir 1 280). Casimir Wicart, évêque de Laval souhaite que Pontmain prenne sa place auprès des grands sanctuaires et pèlerinages liés à une mariophanie : Notre-Dame de Lourdes et Notre-Dame de La Salette.
L'évêque de Laval s'investit dans le projet, choisit comme architecte Eugène Hawke qui n'est pas encore nommé architecte départemental de la Mayenne. il délègue son frère César Wicart, Vicaire général, pour suivre la réalisation de près. La première pierre est posée le 17 juin 1873 sous l'invocation de l’Immaculée conception de la bienheureuse Vierge Marie Mère de la Sainte Espérance. Le successeur de Casimir Wicard, l'évêque Jules-Denis Le Hardy du Marais (1876-1886) montre dès sa prise de fonction son attachement au sanctuaire : sa crosse épiscopale le montre en orant devant Notre-Dame de Pontmain sous la forme de la 4e phase de l’apparition.

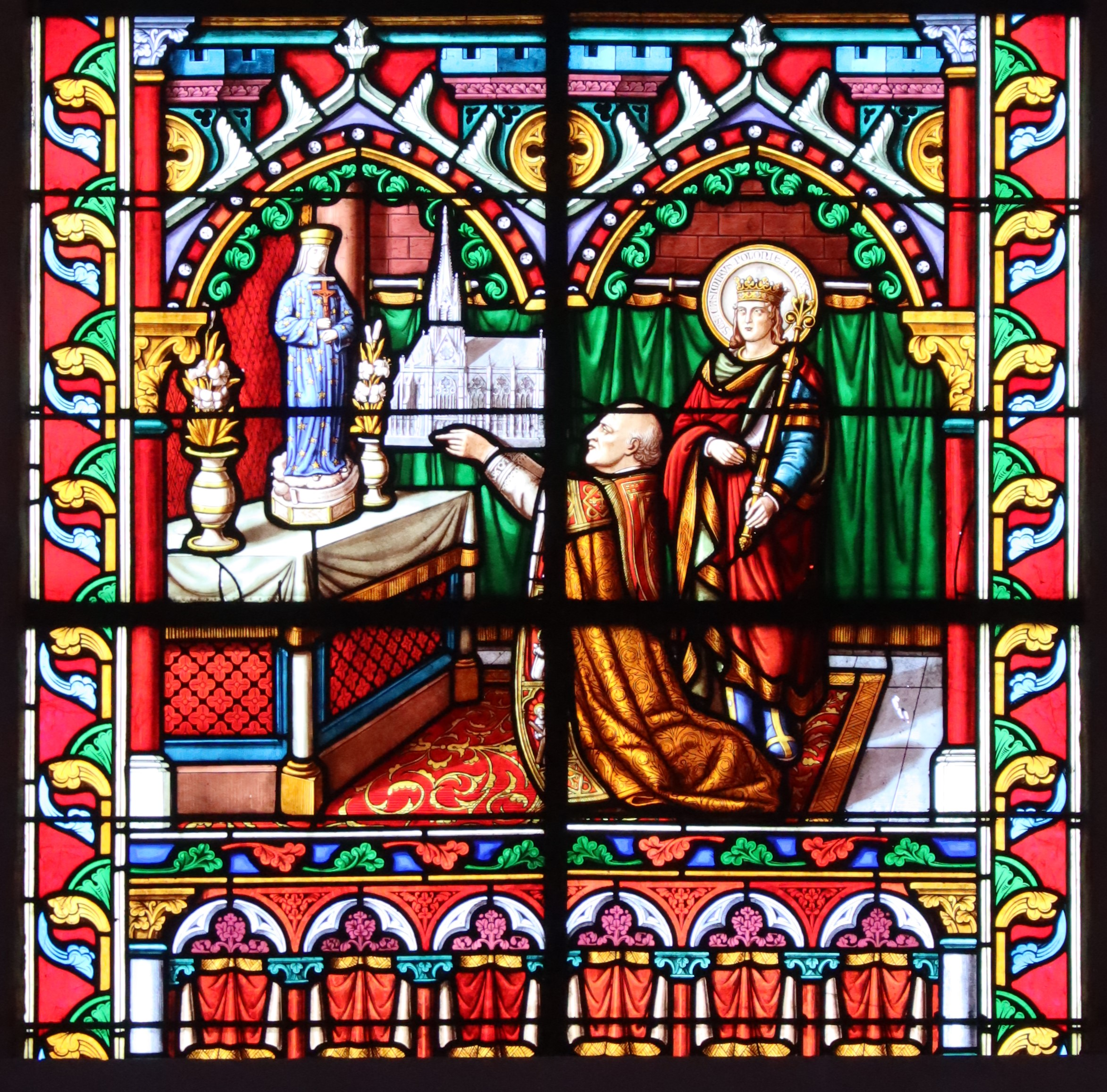
Casimir Wicart offre le projet de basilique à Notre-Dame.
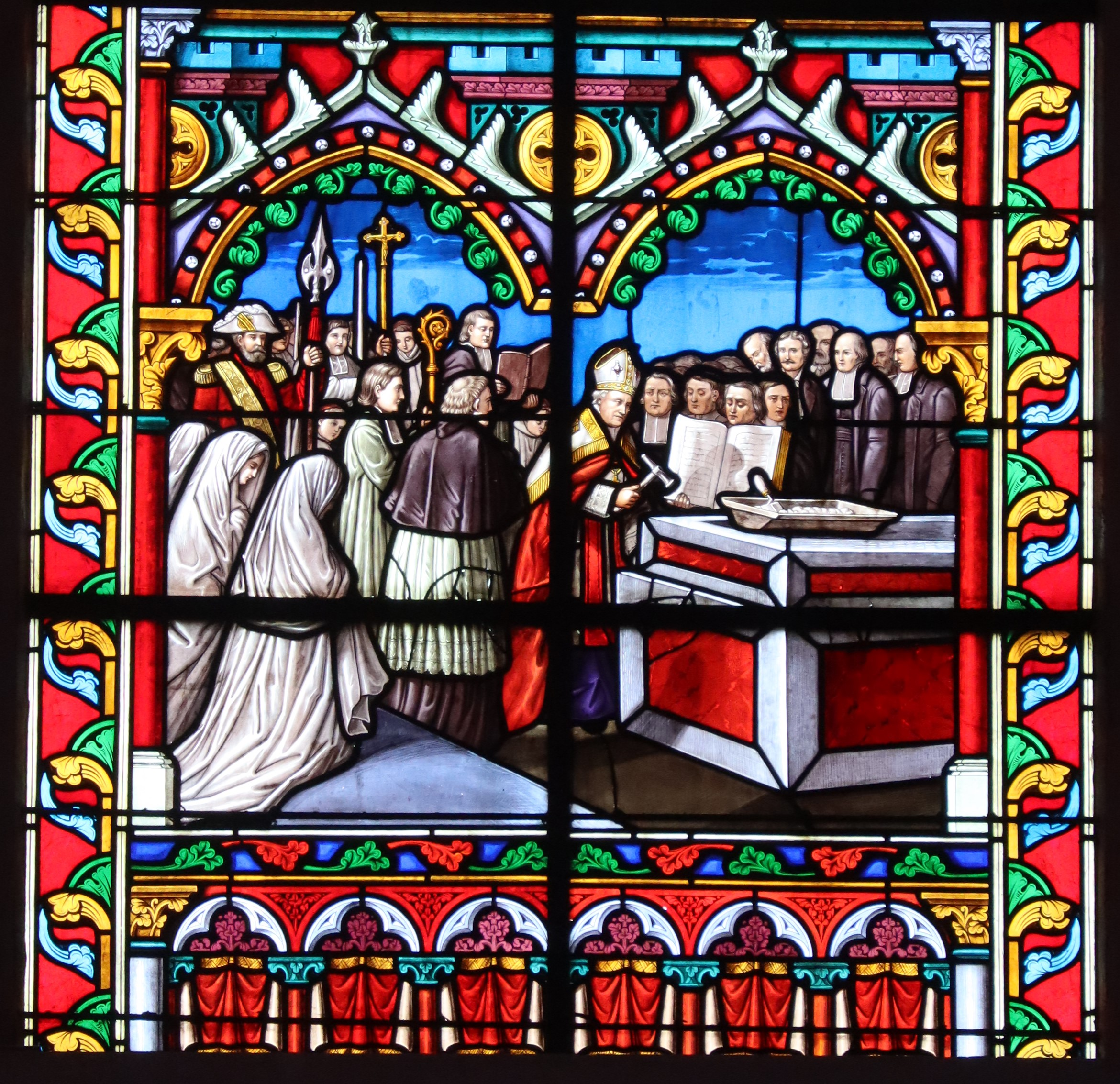
Pose de la première pierre le 17 juin 1873 par Casimir Wicart.
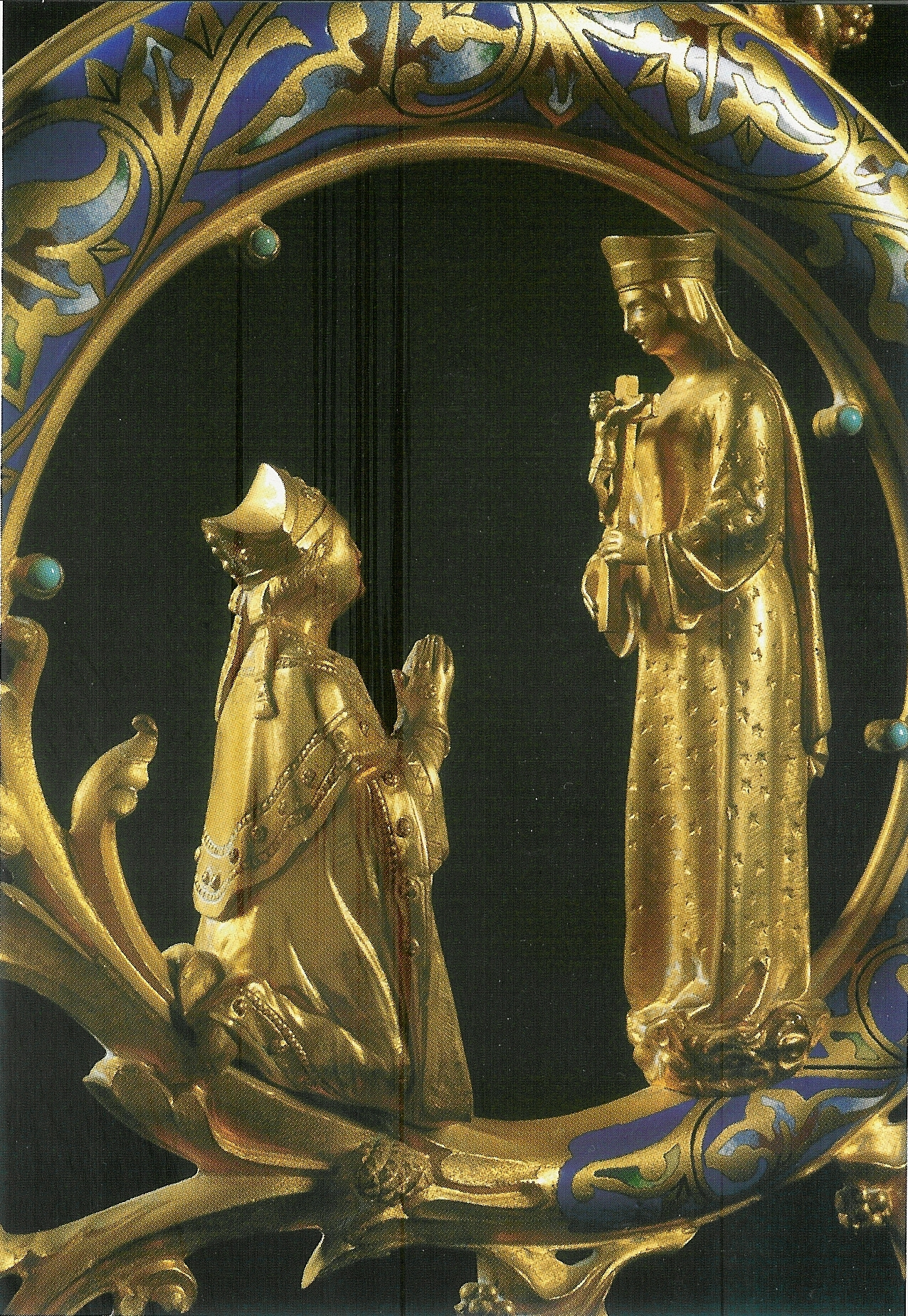
Crosse épiscopale de Le Hardy du Marais en orant devant Notre-Dame de Pontmain.

L'église est achevée en 1890, mais elle n'est consacrée que le 15 octobre 1900 par Pierre Geay.
Le 21 février 1905, le pape Pie X élève le sanctuaire de Pontmain au rang de basilique mineure et la rattache à Sainte-Marie-Majeure.
Les 22, 23 et 24 septembre 1908 l’église est proclamée solennellement « basilique Notre-Dame de l’Espérance de Pontmain », en présence de deux archevêques, quatre évêques, 600 prêtres et 15 000 pèlerins.
En 1946 les cérémonies du 75e anniversaire de l'apparition sont présidées par le nonce apostolique Roncalli, futur pape Jean XXIII. 
En 2021, le 150e anniversaire de l'apparition est l'occasion de célébrations et d'un colloque international "Pontmain, l’apparition du 17 janvier 1871 : textes, contextes, interprétations" organisé par les Archives départementales de la Mayenne.
Cette basilique participe au renouveau du culte marial, attesté par le processus de « recharge sacrale » des sanctuaires de pèlerinage ébranlés par la contestation du siècle des Lumières.
En 2024 la basilique est choisie pour l'ordination épiscopale de Matthieu Dupont nommé par le pape le 9 janvier 2024 nouvel évêque du diocèse de Laval, la cérémonie est prévue le 9 mars 2024 avant son installation le lendemain dans la Cathédrale de la Sainte-Trinité.

### Les pèlerinages
Dès les premiers jours qui suivent l'apparition, avant même l'avis de l’Église sur l'authenticité ou non de l'apparition, des pèlerins se rendent sur le lieu pour y prier car ils voient dans le départ rapide des troupes allemandes du département (dans les jours qui suivent l'apparition), le signe de la protection de la Vierge. C'est pourquoi, immédiatement, des pèlerinages spontanés s'organisent à Pontmain. L'abbé Richard dénombre le 2 mars (soit un peu plus d'un mois après l'apparition), environ 400 pèlerins dans le village. Au printemps, on[Qui ?] compte déjà entre 3 000 et 4 000 personnes par jour.
À la suite de l'apparition et de sa reconnaissance canonique, l'abbé Guérin, curé de Pontmain, assure l'accueil des pèlerins avec les religieuses de l'école. Mais après sa mort en 1872, l'évêque appelle les Missionnaires Oblats de Marie-Immaculée pour animer les premiers pèlerinages et prêcher dans la région. L'affluence des visiteurs à Pontmain est rapide.
Pour le premier anniversaire des apparitions, le 17 janvier 1872, on comptait déjà 8 000 personnes. Venant d'abord du département, les pèlerins viennent progressivement de la France entière, puis de l'étranger.
En 1903, les oblats sont expulsés de France, à la suite de la politique de séparation de l'Église et de l'État. Ils ne reviennent qu'après la Première Guerre mondiale. Pendant cet intervalle, c'est le curé du village qui s'occupe des pèlerins.
Les oblats sont toujours présents aujourd'hui[Quand ?] et accueillent les pèlerins à la maison des Oblats de Pontmain, ancien juniorat et noviciat de la congrégation. 
Les visiteurs sont au nombre de 300 000 en 1991 et de 350 000 en 1996. On compte aujourd'hui[Quand ?] environ 300 000 pèlerins par an et 4 000 (par jour) lors des grandes fêtes (comme l'Assomption),.
Le 17 janvier 2021, le sanctuaire célèbre les 150 ans de l'apparition par des festivités particulières.

## Propriété et protection
Le sanctuaire est érigé par l'évêque de Laval avec les dons qui affluent dès l'annonce du projet en 1872. Cette propriété diocésaine est desservie par les oblats de Marie Immaculée dès ce moment là. Elle est confisquée en 1905 et devient propriété communale. Après l'expulsion des congrégations (1902-1903) le curé de la paroisse et les religieuses de l'école reprennent le relais jusqu'à leur retour après la Première Guerre mondiale. L'organisation et le financement des restaurations réalisées entre 1922 et 1927 dépassent les moyens de la petite commune de Pontmain créée en 1872 (631 habitants en 1921). La basilique est revendue à l'évêché en 1935.
Le sanctuaire et son mobilier ne sont pas protégés au titre des monuments historiques, de ce fait les travaux et restaurations ne bénéficient pas d'une participation publique systématique.

## Description

### L'église
L'église a été construite sur un marécage. Pour éviter un affaissement du bâtiment, les constructeurs ont cherché à alléger sa structure. C'est pourquoi les pierres s'arrêtent au premier étage, et sont suivies ensuite de larges vitraux. L'église permet d'accueillir aujourd'hui 1 280 personnes, et l'esplanade située devant le bâtiment permet de rassembler plusieurs milliers de pèlerins lors des grandes célébrations,.
L'édifice, de style néo-gothique, est construit entièrement en granit. Il n'est pas orienté est-ouest mais tourné vers la maison de l'apparition. Sa nef est séparée des bas-côtés par de forts piliers, et elle se termine par un chœur à pans coupés,.
Les deux flèches de la basilique, qui abritent 39 cloches, sont visibles à plus de 10 km de Pontmain.

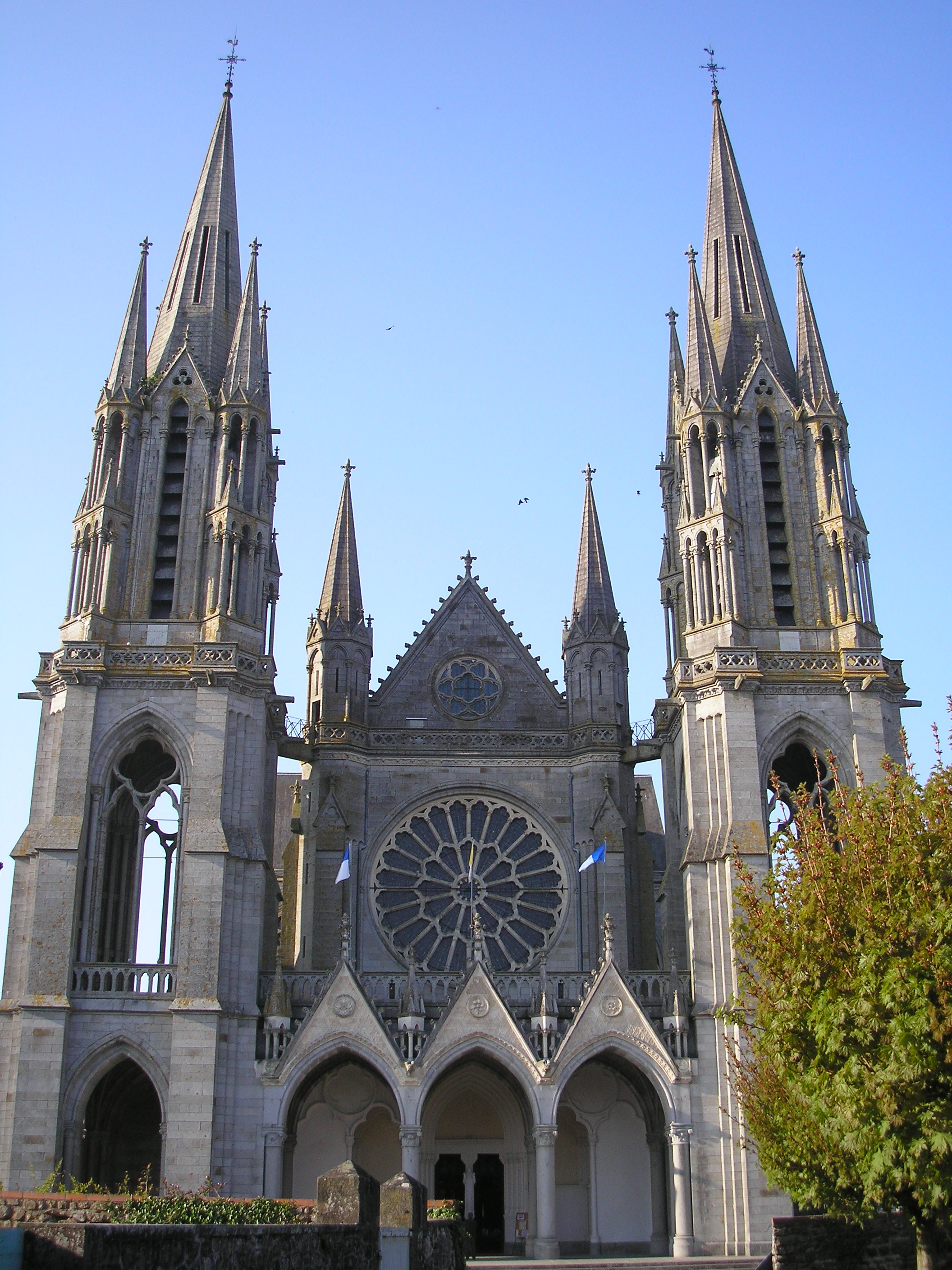
Façade de la basilique
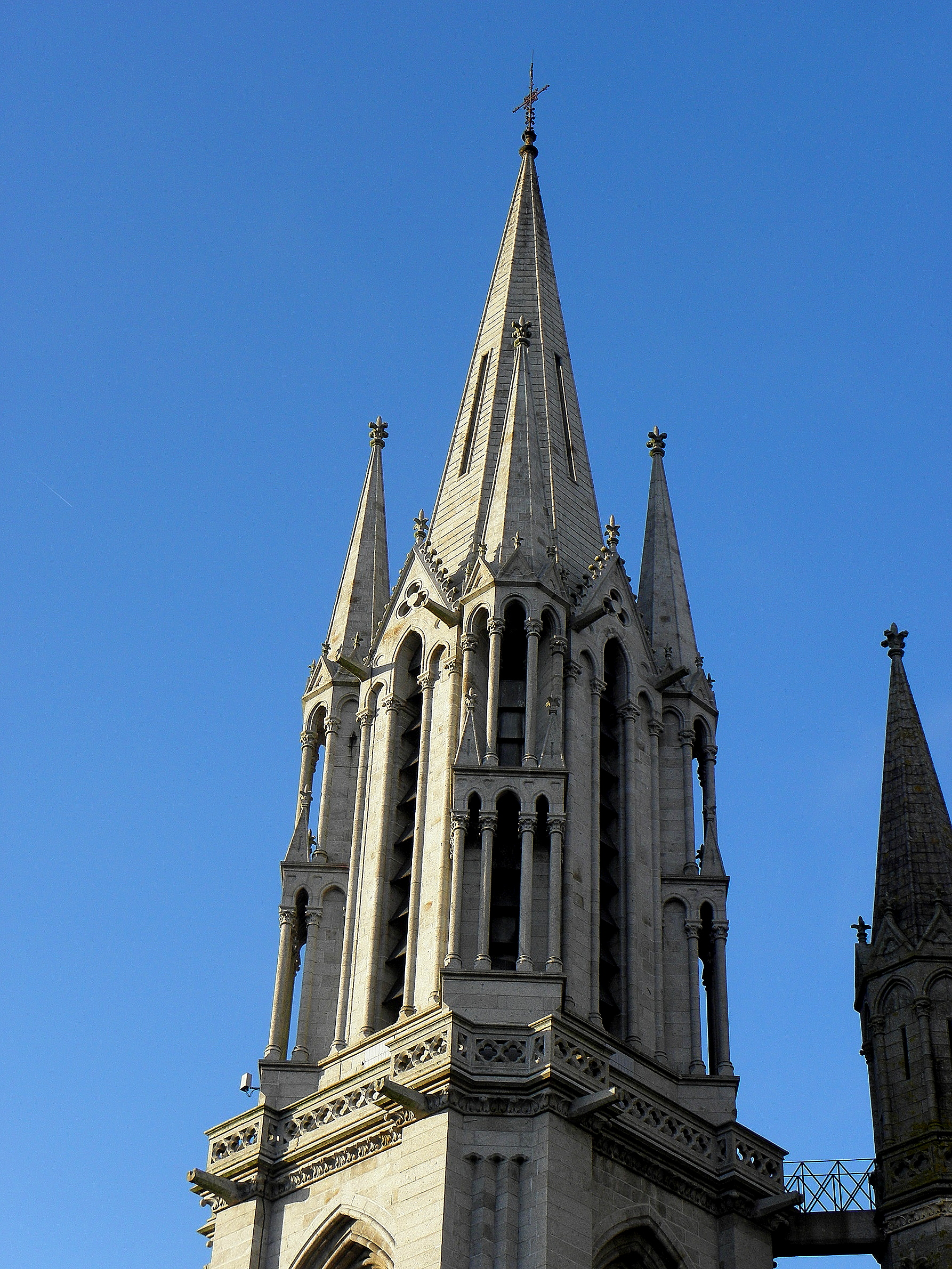
Détail d'un clocher
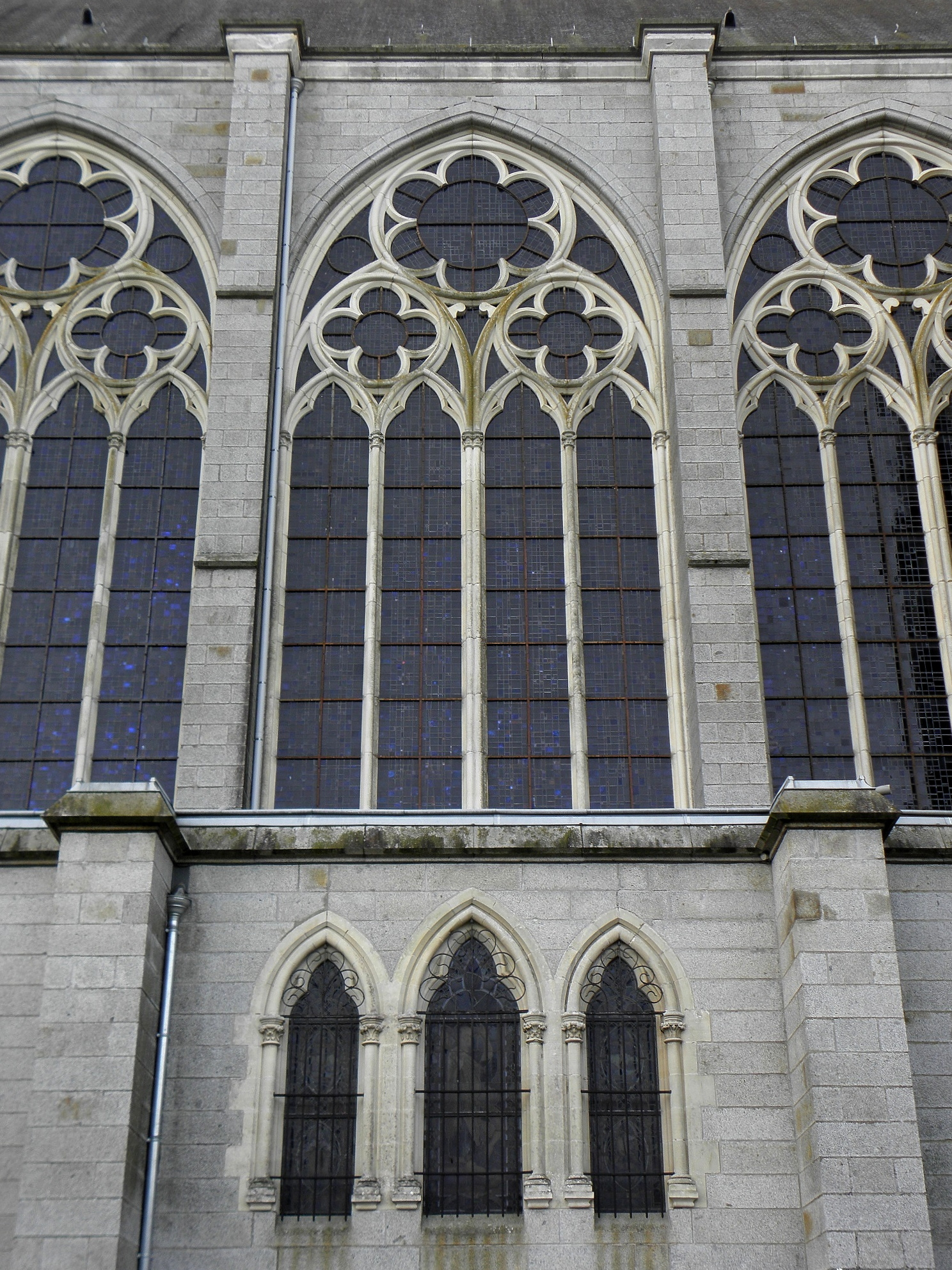
Façade Est
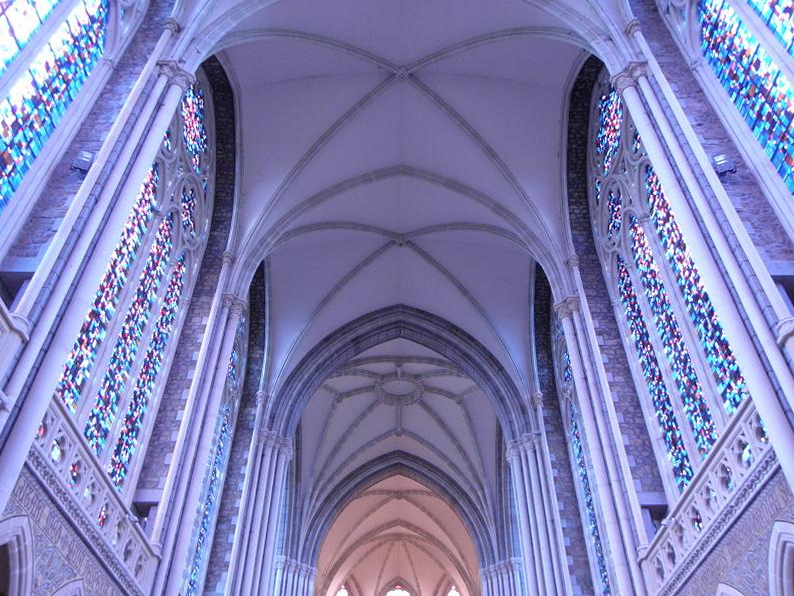
Plafonds de la nef
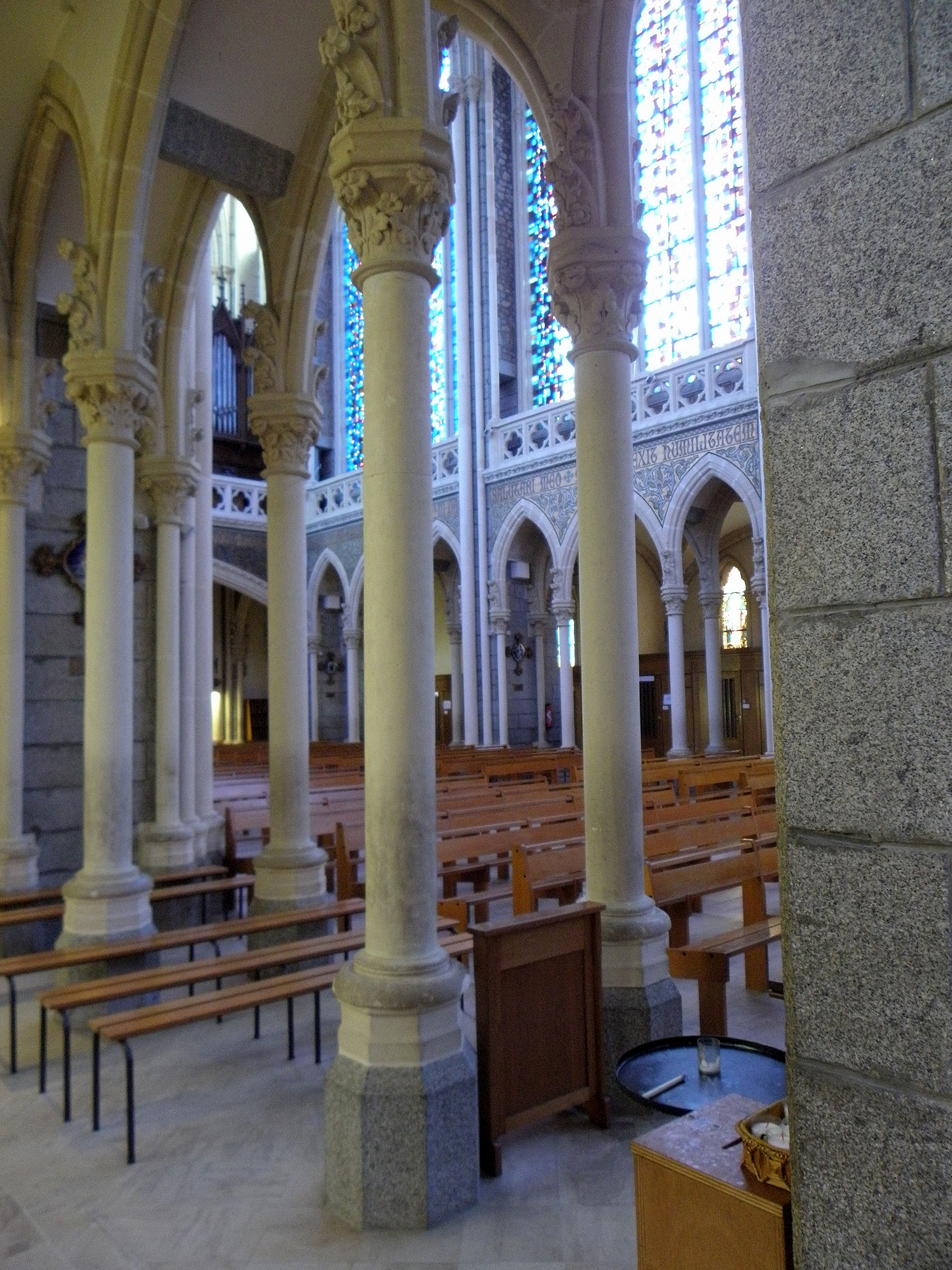
Piliers[23] séparant la nef des bas-côtés

### Les vitraux

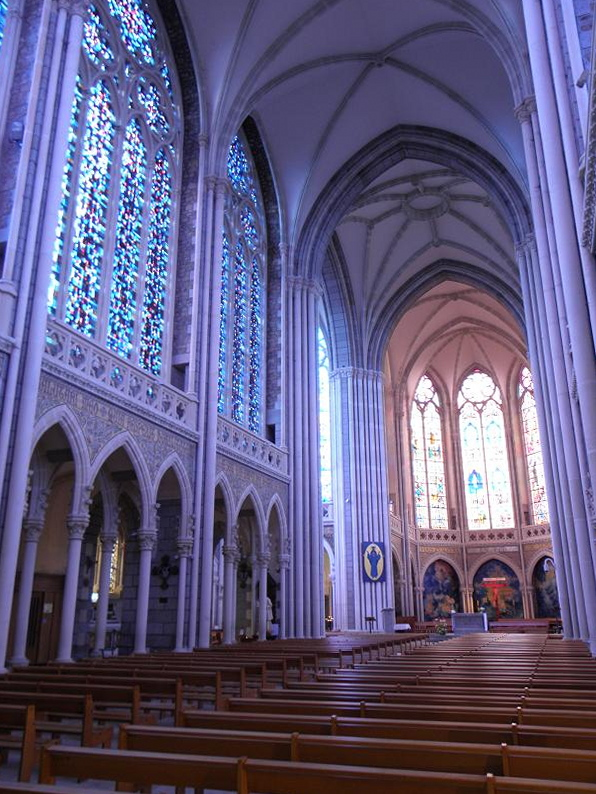
Vue générale des vitraux de la nef et du chœur de la basilique.

À l'intérieur, dix grandes verrières représentant les apparitions mariales en France (à La Salette, à Lourdes et à Pontmain) et des scènes de la vie de Jésus-Christ.
Les vitraux ont été réalisés en cinq périodes successives, :
- de 1874 à 1887 par le maître-verrier Édouard Rathouis, aux ateliers du carmel du Mans : vitraux du chœur (art figuratif) et vitraux du fond des chapelles des transepts (art figuratif, style naïf).
- de 1897 à 1898 par le maître-verrier Alleaume, de Laval : vitraux des chapelles latérales (art figuratif), sauf pour ceux d’une chapelle qui sont du maître-verrier Fournier de Tours. On y voit notamment les croix rouges de l'apparition[6].
- en 1955 par les maîtres-verriers rennais Paul et André Rault, Les Maîtres verriers rennais : les grandes verrières des transepts de style Art déco.
- de 1966 à 1978 par le maître-verrier Maurice Rocher, de Paris, par les ateliers Degusseau d’Orléans : verrières de la nef (style non figuratif influencé par le cubisme). Elle joue sur les différents bleus (37 au total), car « le bleu de la Vierge [lors de l'apparition] n'était pas identifiable par les voyants »[6].
- en 1998 par le maître-verrier Bernard Renonce : la rosace (style non figuratif). Cette création est épousée par les formes du buffet d'orgue[6].

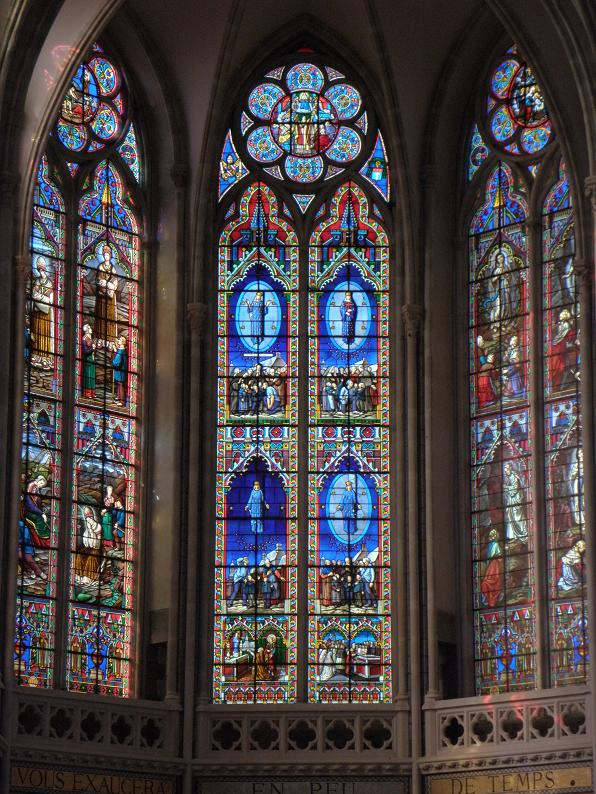
Vitrail dans le chœur, le plus ancien
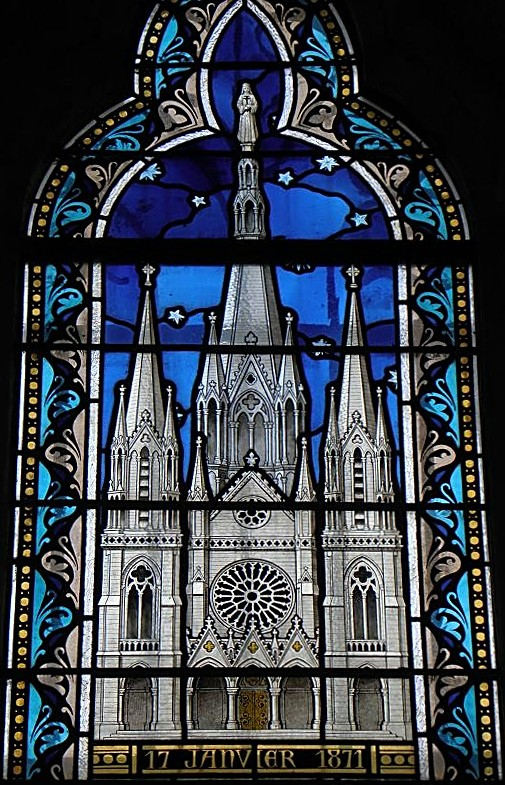
Vitrail représentant la basilique elle-même
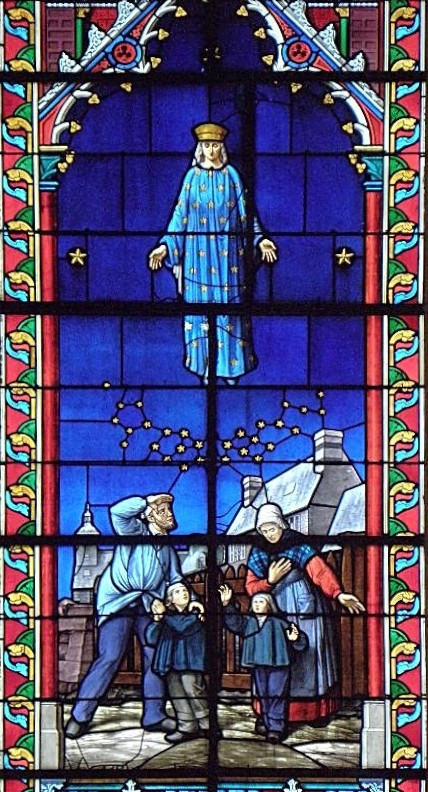
Représentation du début de l'apparition
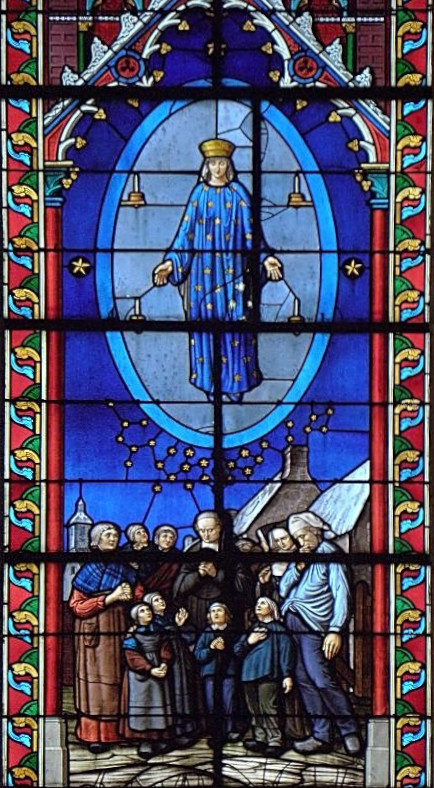
Les différentes scènes de l'apparition
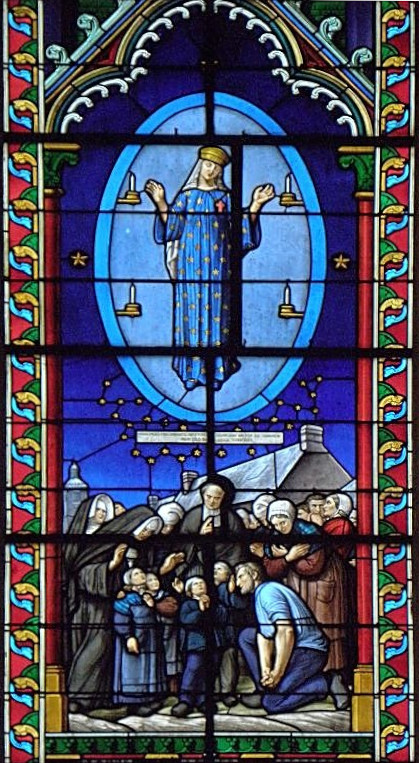
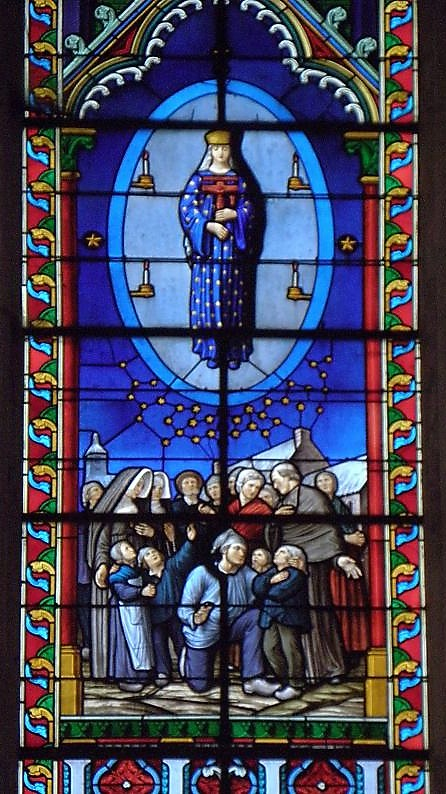
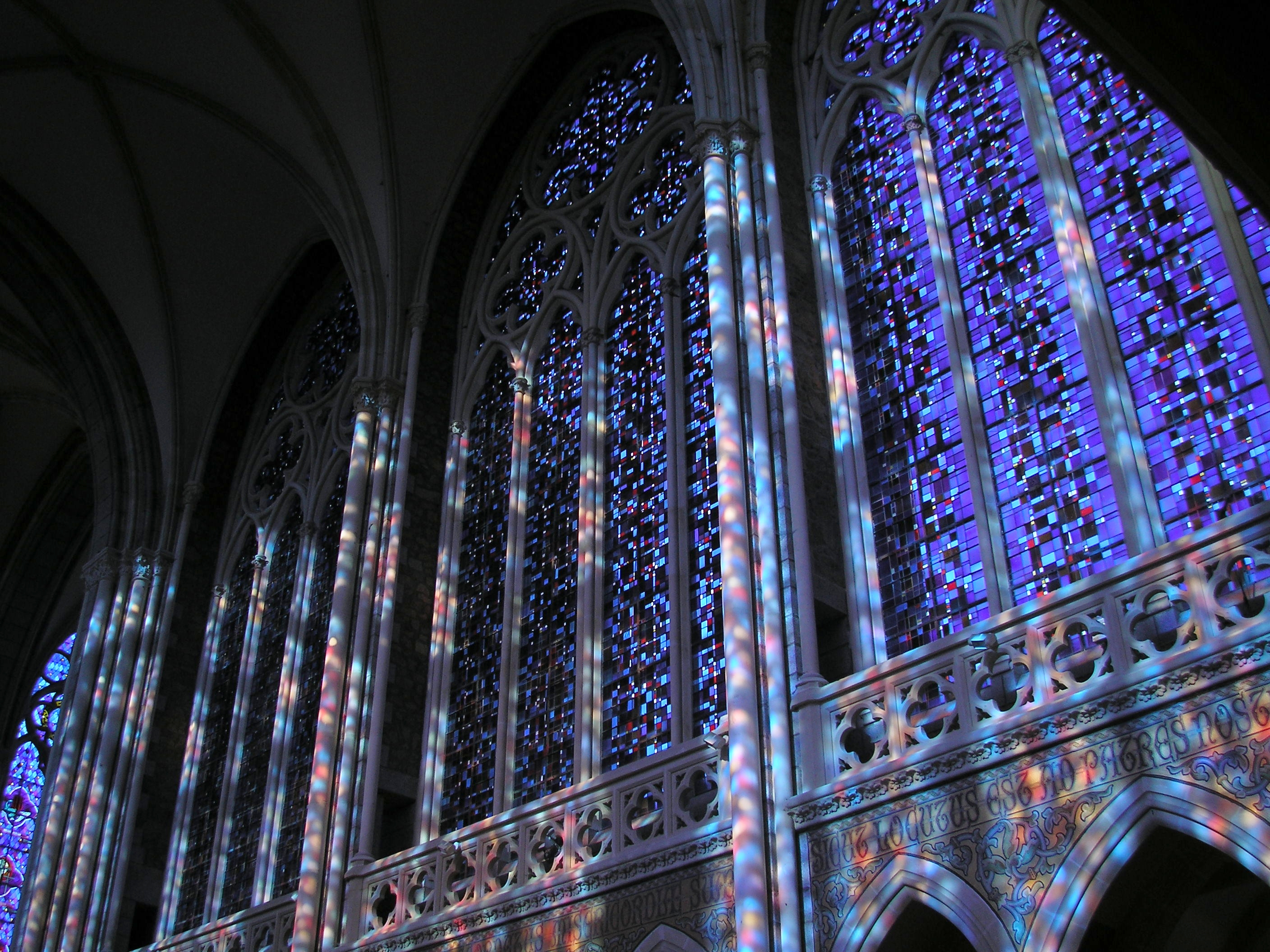
Vitraux de la nef.
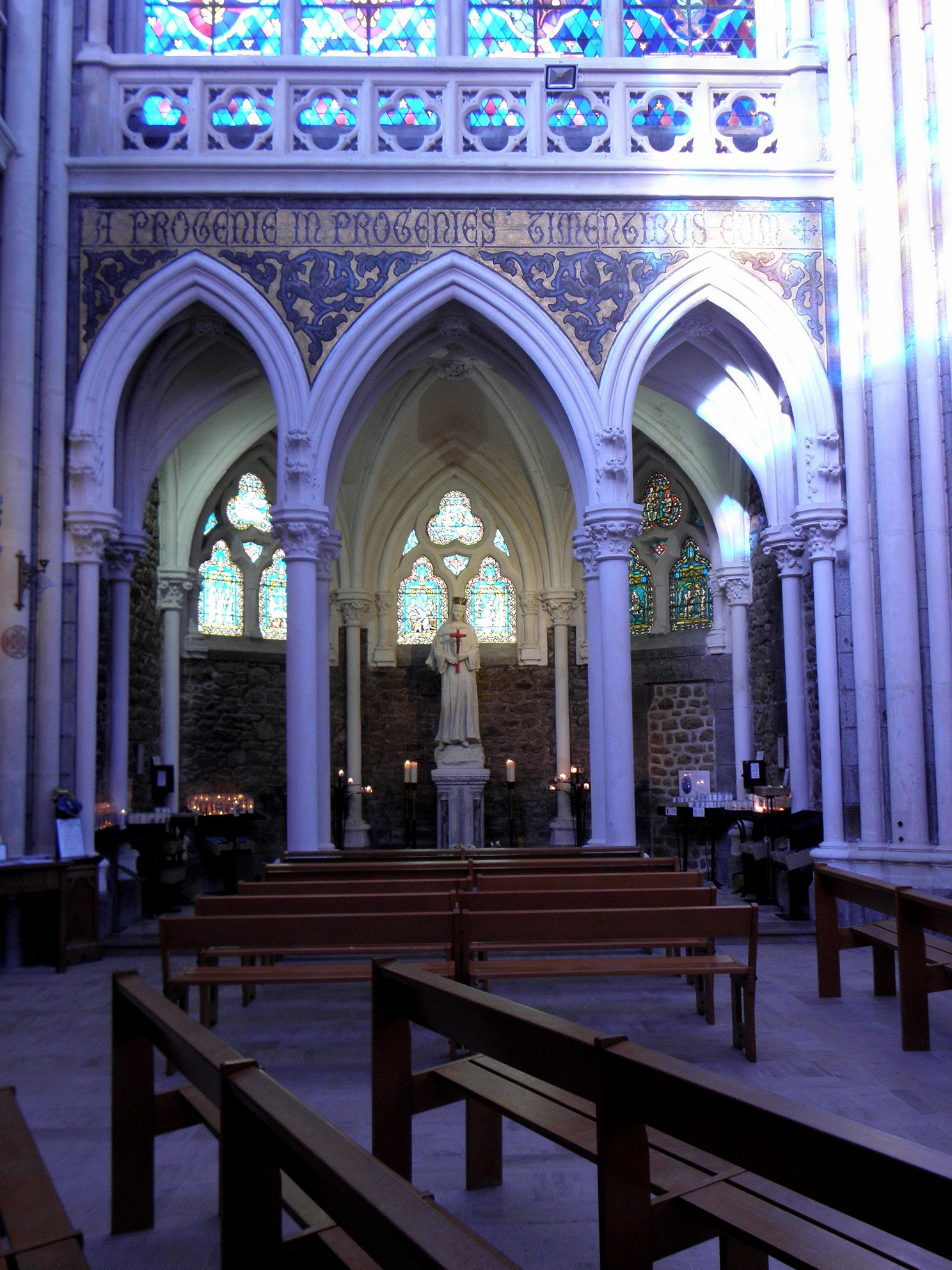
Vitrail d'une chapelle latérale
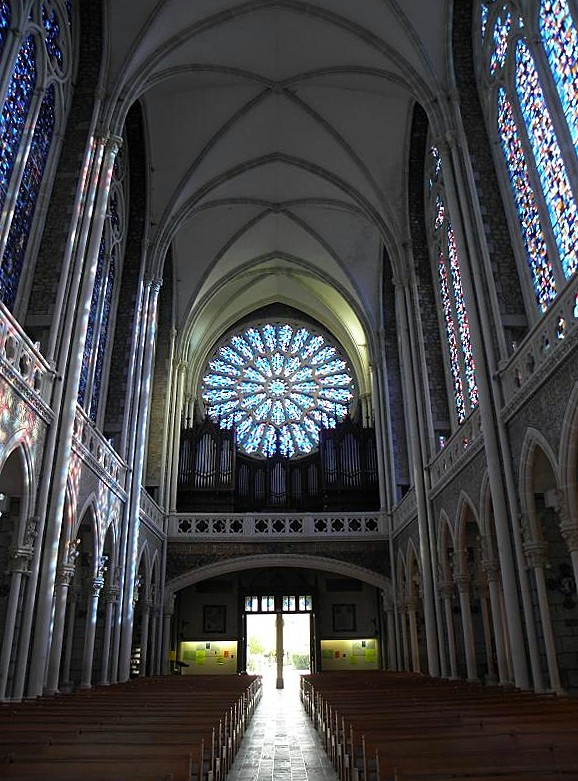
La rosace et l'orgue.
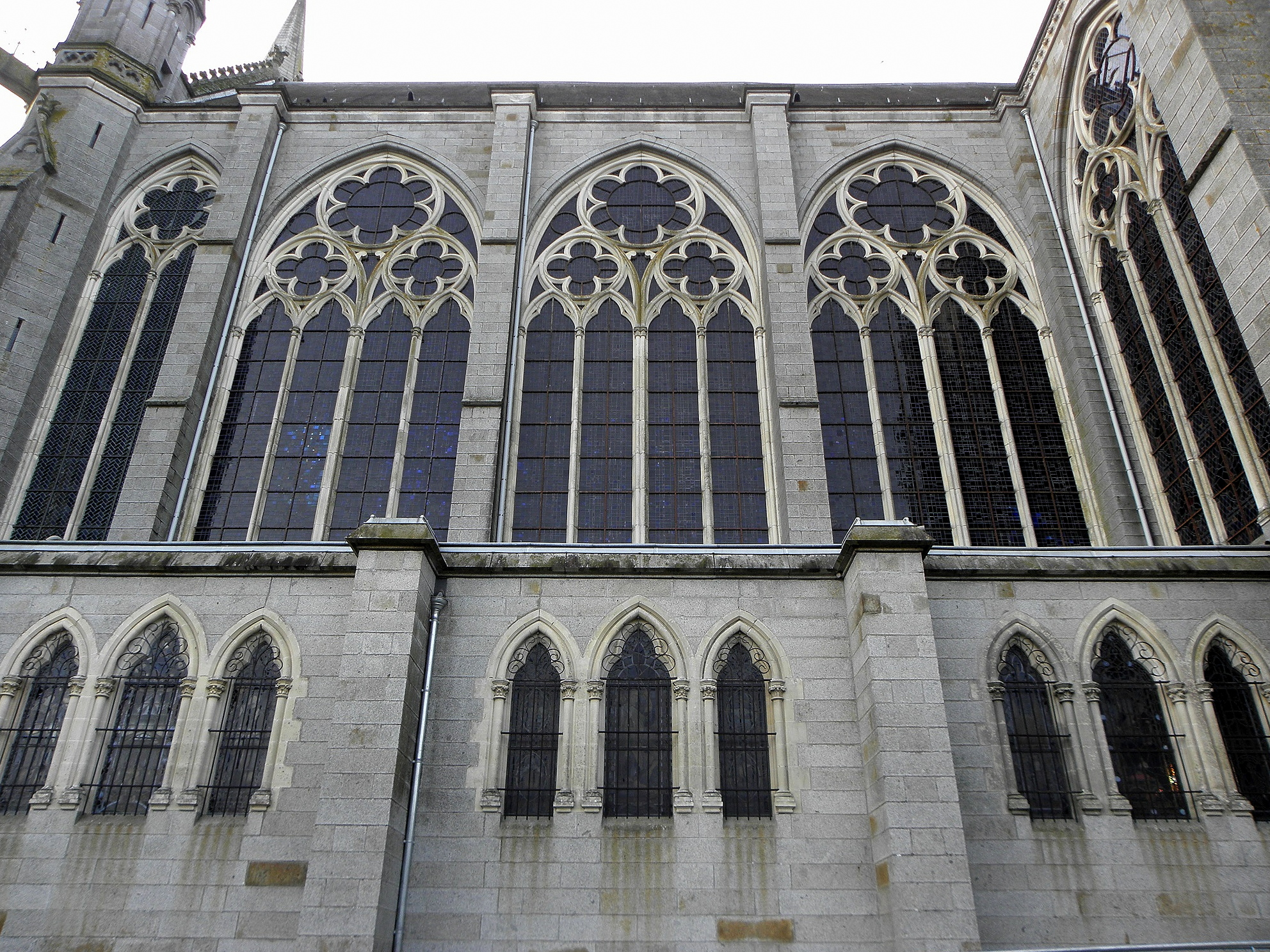
Vitraux vus de l'extérieur
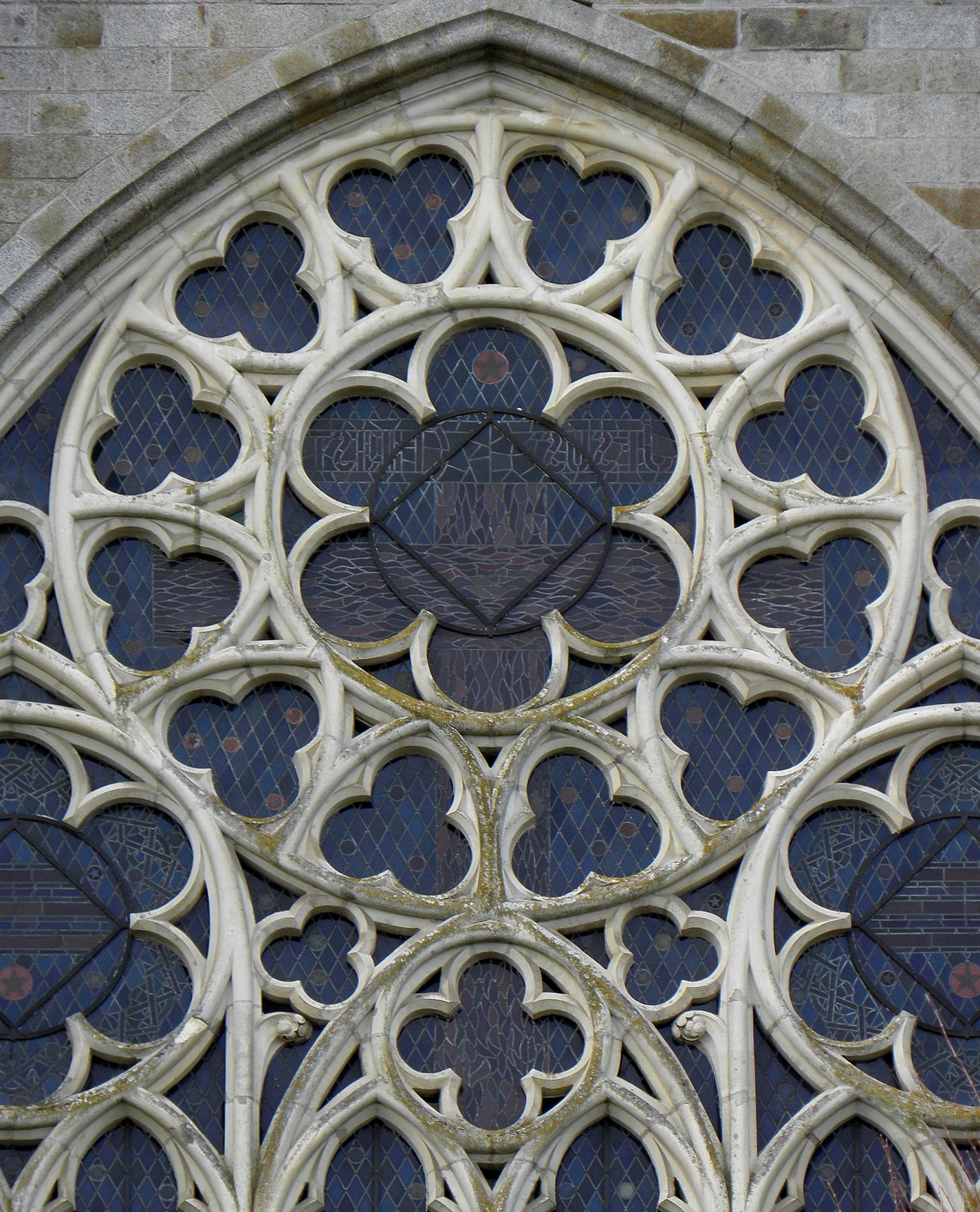
Façade Est, baie du transept

### L'orgue
Le grand-orgue de tribune a été construit en 1931 par le facteur Gloton-Debierre et a bénéficié de travaux de réfection en 1960 par Beuchet-Debierre.
Il possède 34 jeux, avec transmissions électro-pneumatiques. Le buffet, de style néo-gothique, occupe toute la largeur de la nef ; il a été conçu pour dégager complètement la vue de la grande rosace de façade devant laquelle est placé l'instrument.
Une restauration est prévue à partir de 2020, avec appel aux dons pour la financer.

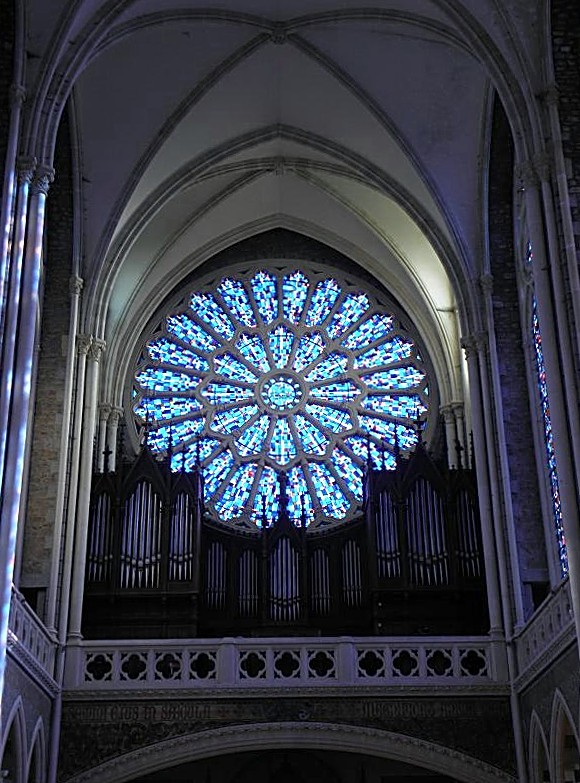

Composition
| Grand-Orgue 56 notes |
| Bourdon 16'          |
| Montre 8'            |
| Flûte harmonique 8'  |
| Bourdon 8'           |
| Salicional 8'        |
| Violoncelle 8'       |
| Prestant 4'          |
| Quinte 2'2/3         |
| Doublette 2'         |
| Fourniture IV        |
| Cymbale III          |
| Bombarde 16'         |
| Trompette 8'         |
| Clairon 4'           |

| Récit expressif 56 notes |
| Diapason 8'              |
| Cor de nuit 8'           |
| Gambe 8'                 |
| Voix céleste 8'          |
| Flûte octaviante 4'      |
| Nasard 2'2/3             |
| Flageolet 2'             |
| Tierce 1'3/5             |
| Carillon II-IV           |
| Basson 16'               |
| Trompette 8'             |
| Clairon 4'               |
| Basson-Hautbois 8'       |
| Voix humaine 8'          |

| Pédalier 30 notes    |
| Flûte 16'            |
| Soubase 16'          |
| Grosse Quinte 10'2/3 |
| Bourdon 8'           |
| Bombarde 16'         |
| Trompette 8'         |

### Le carillon

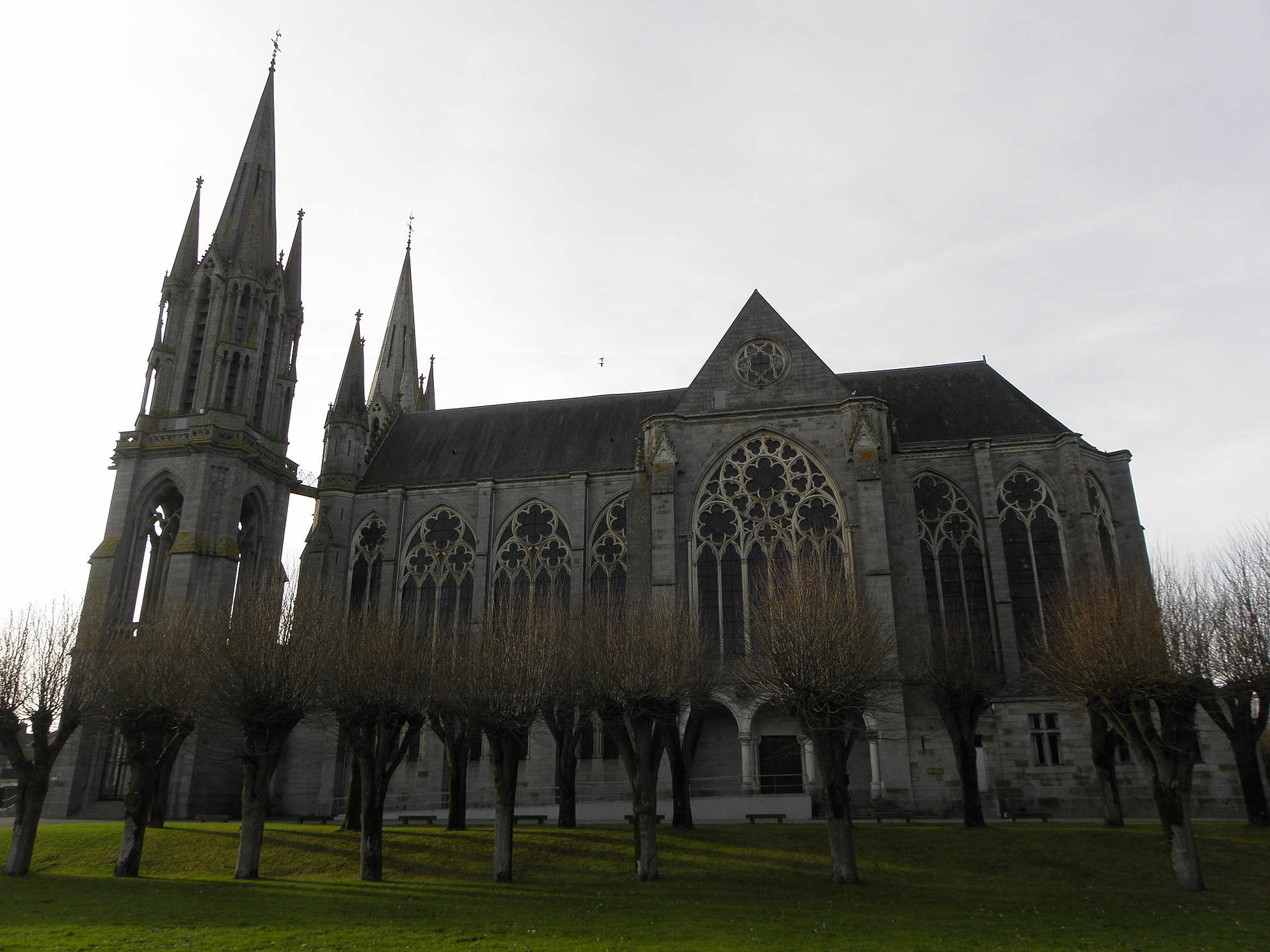
Vue des tours abritant le carillon.

Les tours de la basilique de Pontmain abritent un carillon de 39 cloches dont les 5 plus grosses de volées. Originellement doté de 25 cloches coulées en 1896 par la fonderie Paccard d'Annecy-le-Vieux, le carillon a été porté successivement à 32, 37 puis 39 cloches. Les 32 premières cloches se répartissent comme suit :
| Nom                 | Masse    | Note  | Année | Fondeur |
| ------------------- | -------- | ----- | ----- | ------- |
| La France (bourdon) | 3 500 kg | La2   | 1896  | Paccard |
| Le Maine            | 1 500 kg | Ré3   | 1896  | Paccard |
| La Romaine          | 1 000 kg | Mi3   | 1896  | Paccard |
| L'Immaculée         | 840 kg   | Fa3   | 1896  | Paccard |
| La Normandie        | 750 kg   | Fa#3  | 1896  | Paccard |
| La Religieuse       | 600 kg   | Sol3  | 1896  | Paccard |
| L'Apostolique       | 500 kg   | Sol#3 | 1896  | Paccard |
| La Bretagne         | 425 kg   | La3   | 1896  | Paccard |
| La Militaire        | 350 kg   | La#3  | 1896  | Paccard |
| La Paroissienne     | 300 kg   | Si3   | 1896  | Paccard |
| La Messine          | 250 kg   | Do4   | 1896  | Paccard |
| La Parisienne       | 210 kg   | Do#4  | 1896  | Paccard |
| La Maternelle       | 175 kg   | Ré4   | 1896  | Paccard |
| L'Angevine          | 150 kg   | Ré#4  | 1896  | Paccard |
| La Tourangelle      | 125 kg   | Mi4   | 1896  | Paccard |
| La Grenobloise      | 110 kg   | Fa4   | 1896  | Paccard |
| La Bordelaise       | 90 kg    | Fa#4  | 1896  | Paccard |
| La Marie            | 75 kg    | Sol4  | 1896  | Paccard |
| La Briançonnaise    | 65 kg    | Sol#4 | 1896  | Paccard |
| La Toulousaine      | 55 kg    | La4   | 1896  | Paccard |
| La Rouennaise       | 45 kg    | La#4  | 1896  | Paccard |
| La Lorraine         | 35 kg    | Si4   | 1896  | Paccard |
| La Marseillaise     | 30 kg    | Do5   | 1896  | Paccard |
| La Savoisienne      | 26 kg    | Do#5  | 1896  | Paccard |
| La Fraternelle      | 22 kg    | Ré5   | 1896  | Paccard |
|                     |          | Ré#5  |       |         |
|                     |          | Mi5   |       |         |
|                     |          | Fa5   |       |         |
|                     |          | Fa#5  |       |         |
|                     |          | Sol5  |       |         |
|                     |          | Sol#5 |       |         |
|                     |          | La5   |       |         |